# 安赫洛·普雷西亚多
安赫洛·普雷西亚多（西班牙語：Ángelo Preciado，1998年2月18日—），厄瓜多尔男子足球运动员，司职后卫。他曾代表厄瓜多尔国家队参加2022年国际足联世界杯，结果队伍止步小组赛阶段。